# St-Étienne (Eymoutiers)

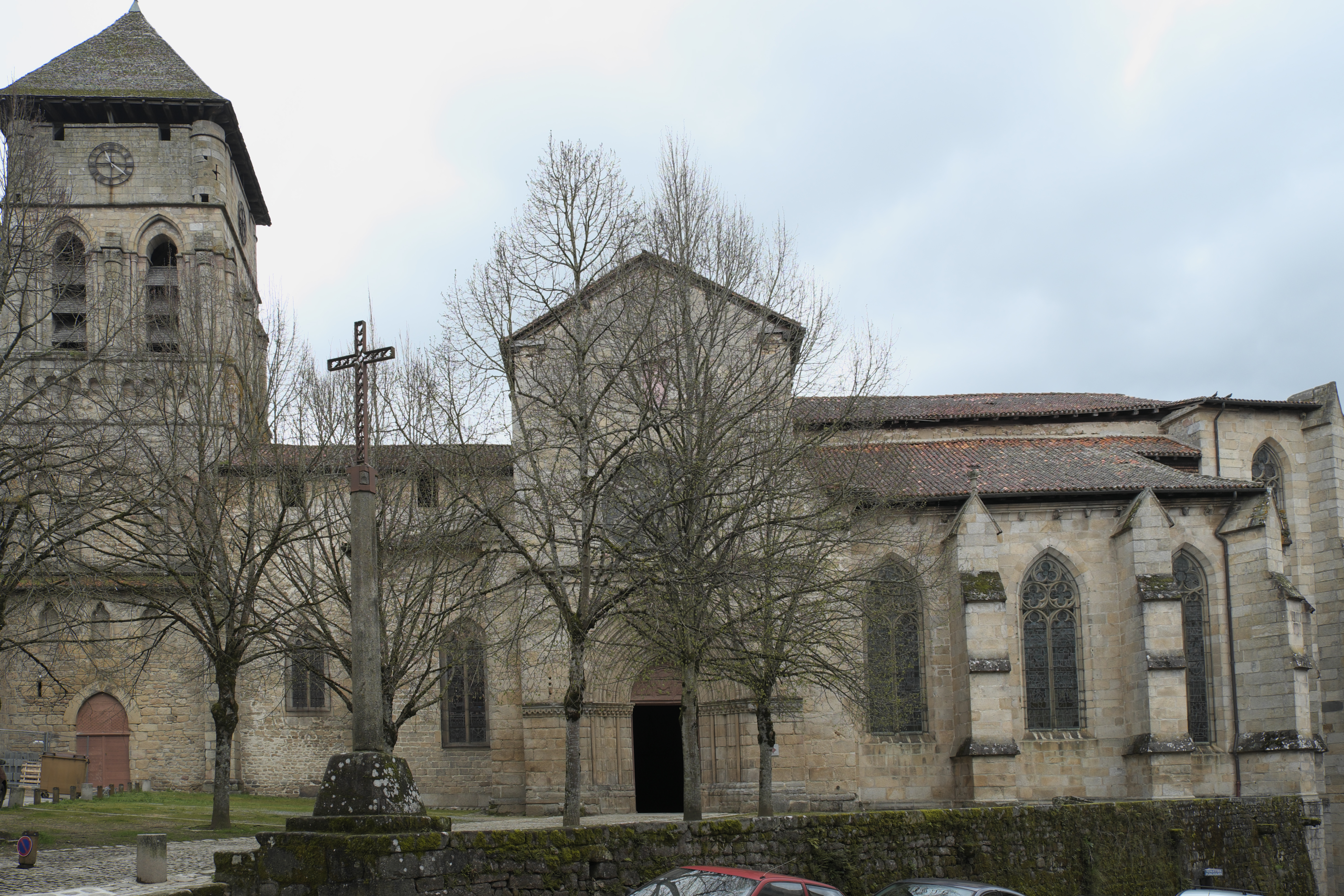
Kollegiatkirche Saint-Étienne

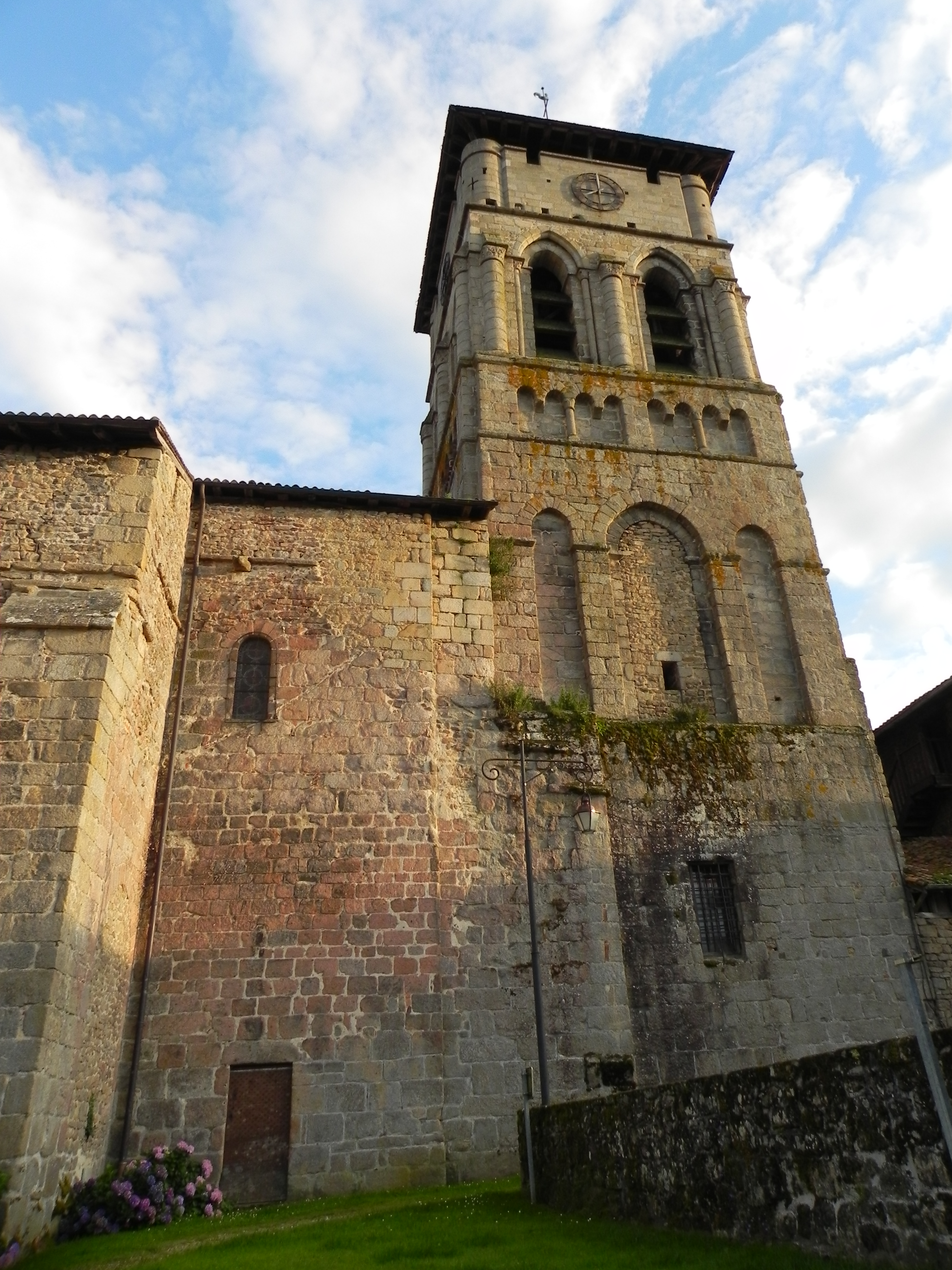
Romanischer Glockenturm

Die katholische Kollegiatkirche Saint-Étienne in Eymoutiers, einer Gemeinde im Département Haute-Vienne in der französischen Region Nouvelle-Aquitaine, wurde im 11. oder 12. Jahrhundert auf den Grundmauern eines Klosters aus der Karolingerzeit errichtet. Die Kirche besitzt Bleiglasfenster aus der zweiten Hälfte des 15. Jahrhunderts.  Die dem heiligen Stephanus geweihte Kirche wurde im Jahr 1907 als Monument historique in die Liste der Baudenkmäler (Base Mérimée) in Frankreich aufgenommen.

## Geschichte
Die ältesten Teile der Kirche, die Grundmauern des Turms und des Langhauses gehen auf das 11. Jahrhundert zurück. Das Langhaus wurde im 12. Jahrhundert verändert und das Querhaus in der zweiten Hälfte des 13. Jahrhunderts erneuert. Ab der Mitte des 15. Jahrhunderts wurde der Chor völlig neu wieder aufgebaut. Zu Beginn des 16. Jahrhunderts wurden zwei Kapellen an das Querhaus angefügt.

## Architektur

### Außenbau
An die Westfassade angebaut ist der 35 Meter hohe romanische Glockenturm. Er wird in seinen unteren Stockwerken von Blendarkaden gegliedert, im Glockengeschoss öffnen sich hohe, spitzbogige Klangarkaden. Das oberste Stockwerk ist mit rundbogigen Ecktürmchen verziert.

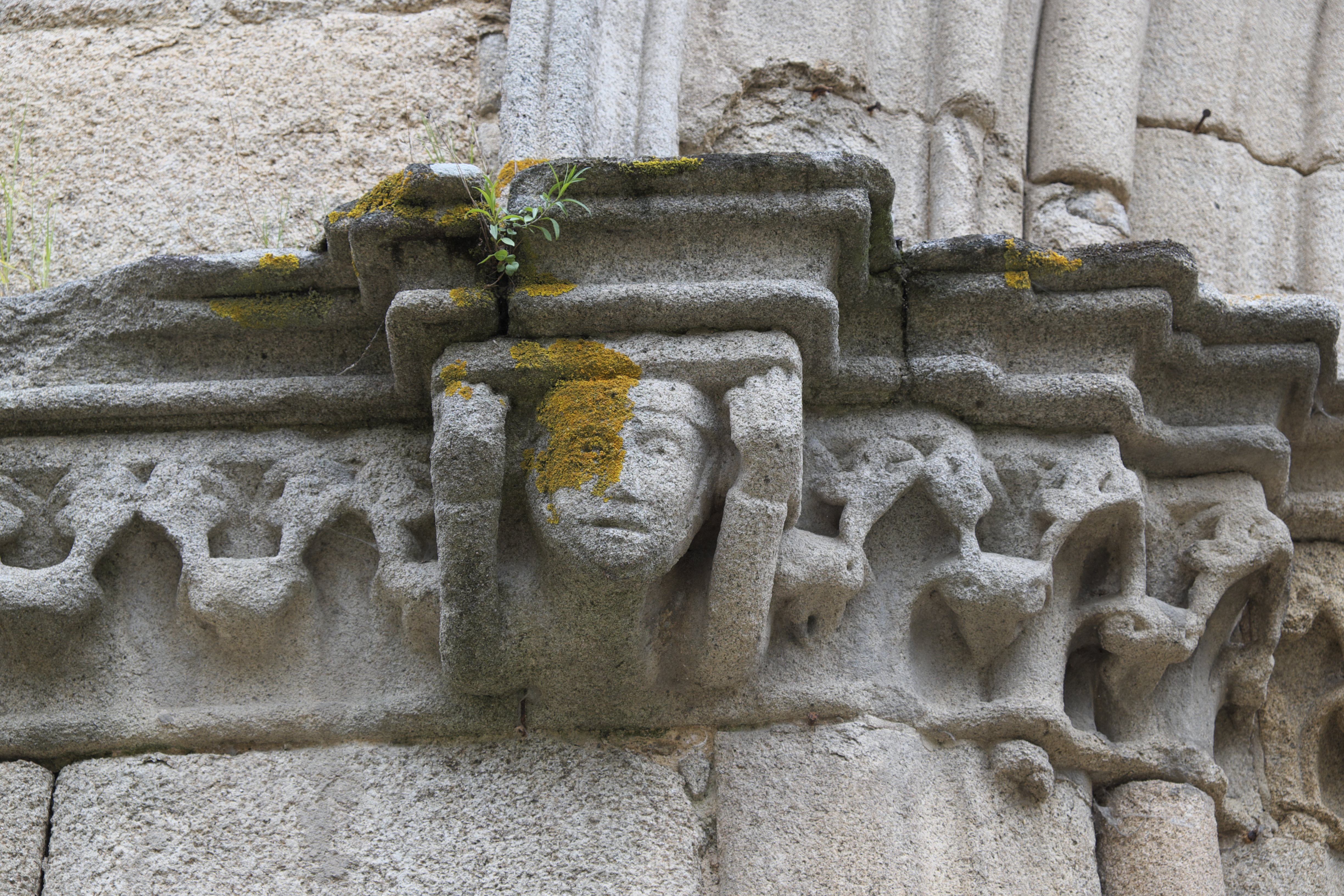
Konsole am Portal

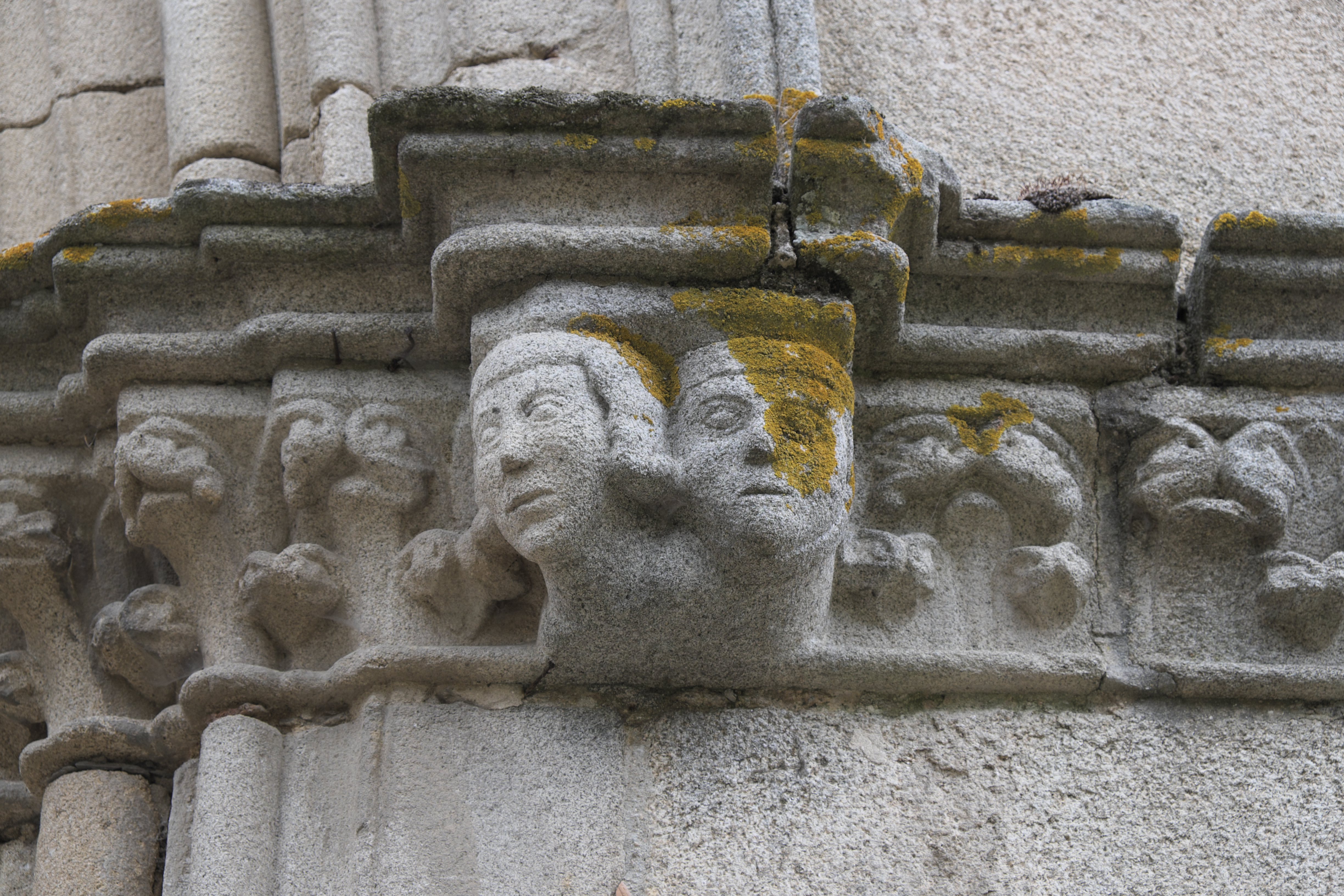
Konsole am Portal

Das Hauptportal stammt aus dem 13. Jahrhundert. Es ist an das südliche Querhaus angebaut und wird von spitzbogigen Archivolten gerahmt, die auf teilweise figürlich skulptierten Konsolen ruhen. Der kaum vorstehende Portalvorbau wird von schmalen Steinplatten überdacht, die auf als Köpfe gestalteten Kragsteinen aufliegen, die noch auf den romanischen Kirchenbau zurückgehen. Über dem Portal ist eine Rosette in die Querhausfassade eingeschnitten.

### Innenraum

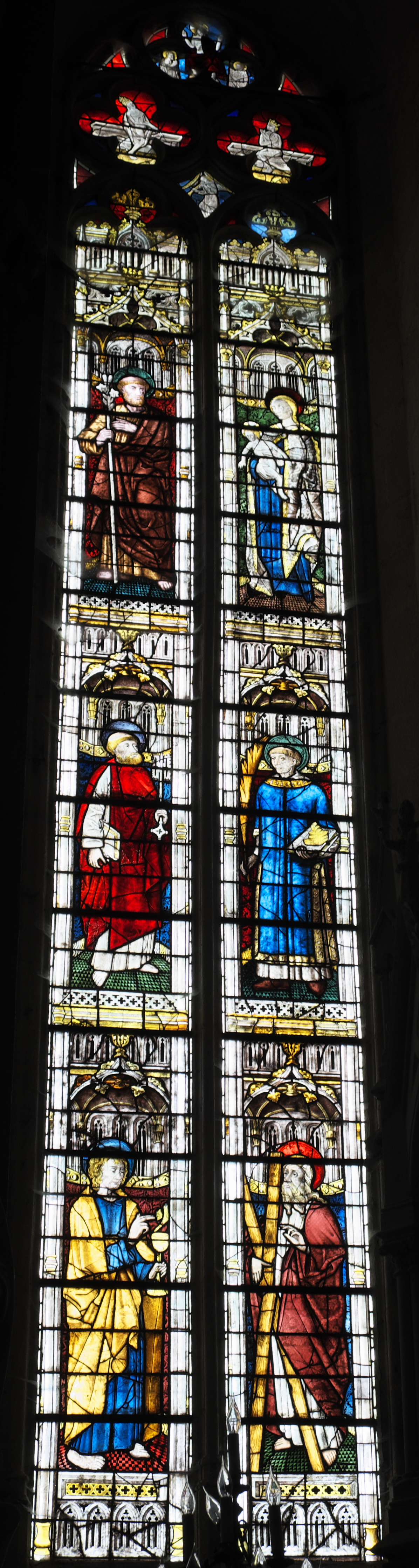
Fenster 0

Das zweijochige Langhaus stammt ebenfalls noch aus romanischer Zeit. Es wird von einem mit Gurtbögen unterfangenen Tonnengewölbe gedeckt. Die beiden Seitenkapellen wurden in gotischer Zeit angebaut. Das bereits im 11. Jahrhundert begonnene Querhaus wurde im 13. und 15. Jahrhundert weitergeführt. Der Chor wurde ab dem Jahr 1451 errichtet. Er wird von einem neunteiligen Rippengewölbe gedeckt.

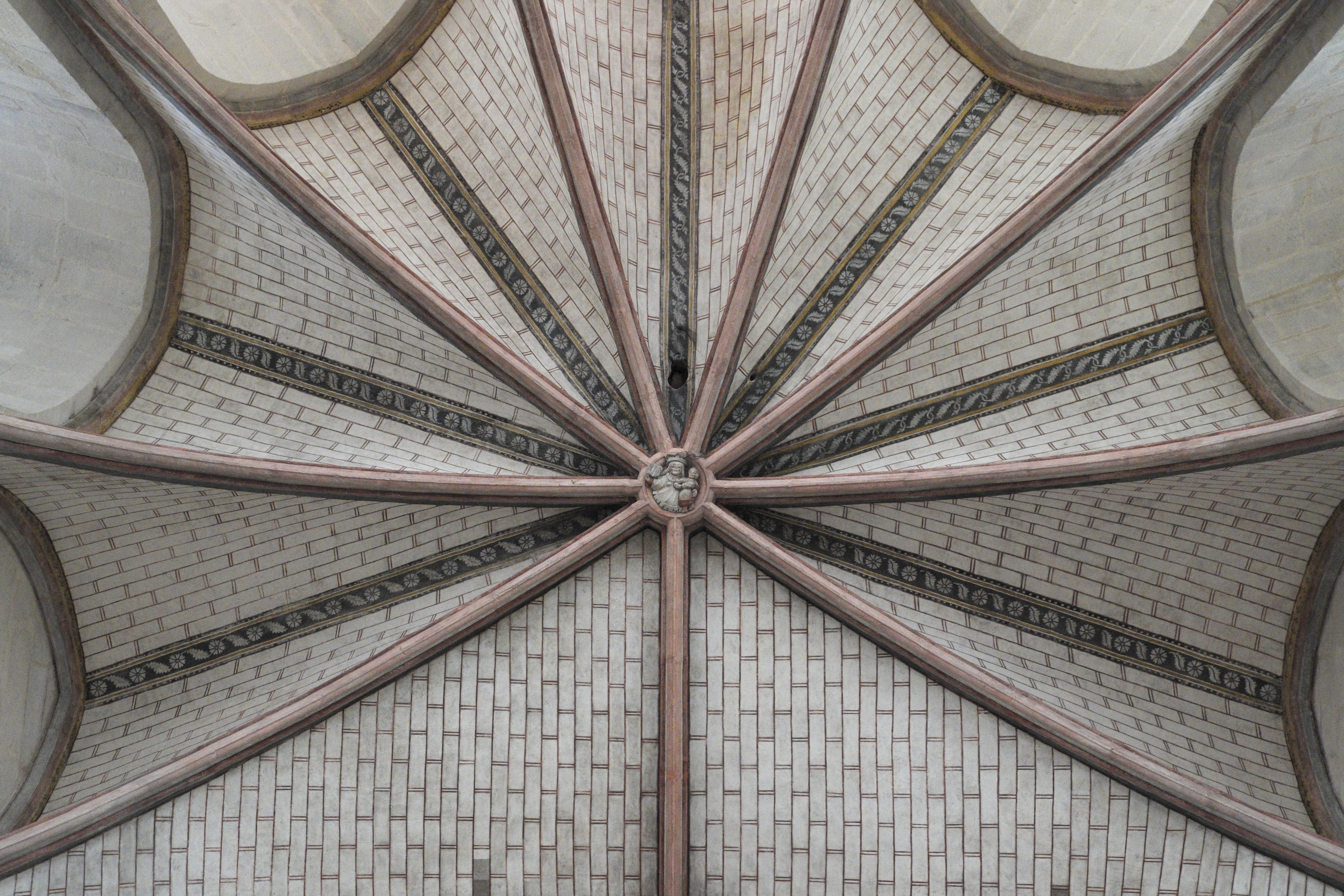
Gewölbe im Chor mit Schlussstein
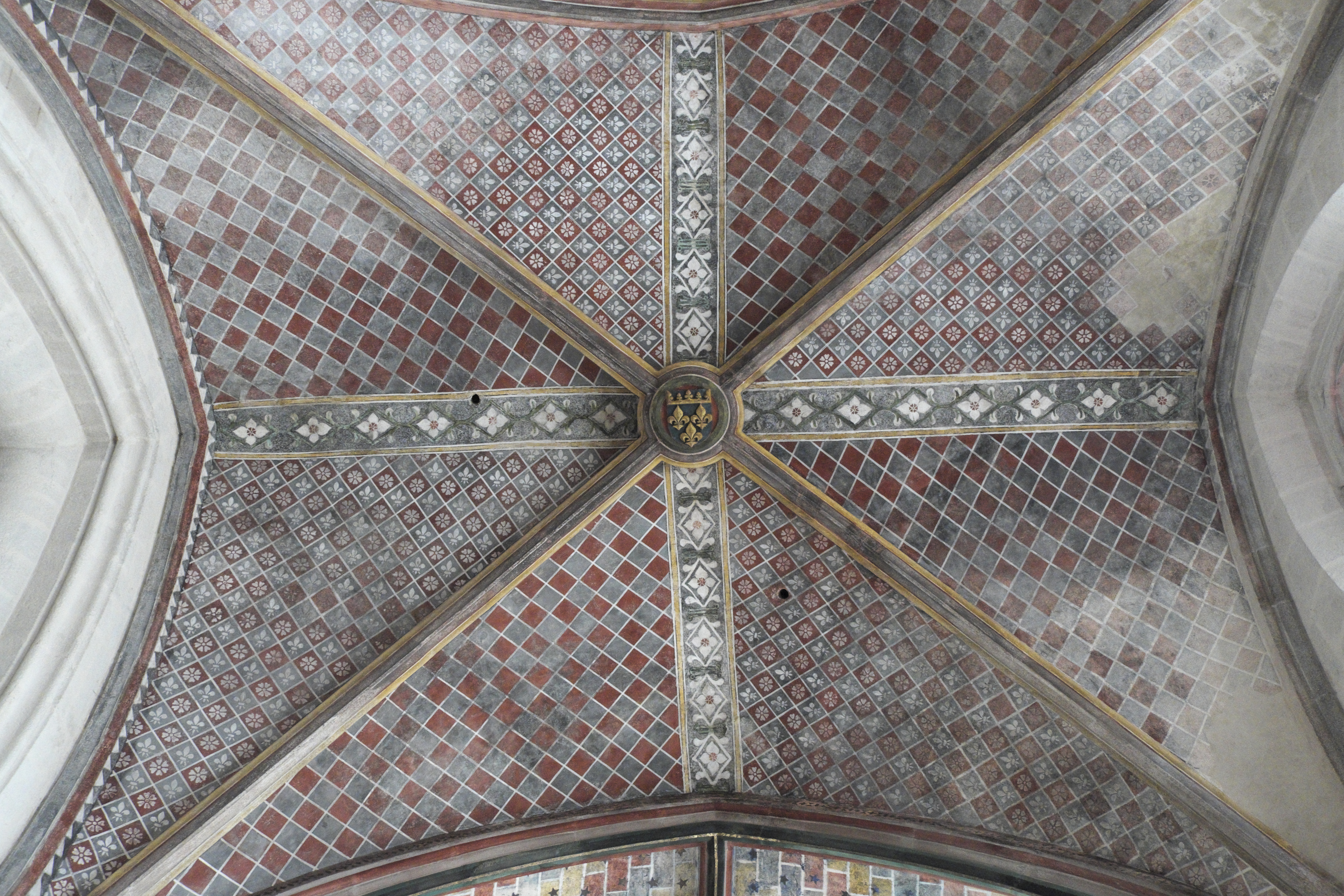
Kreuzrippengewölbe
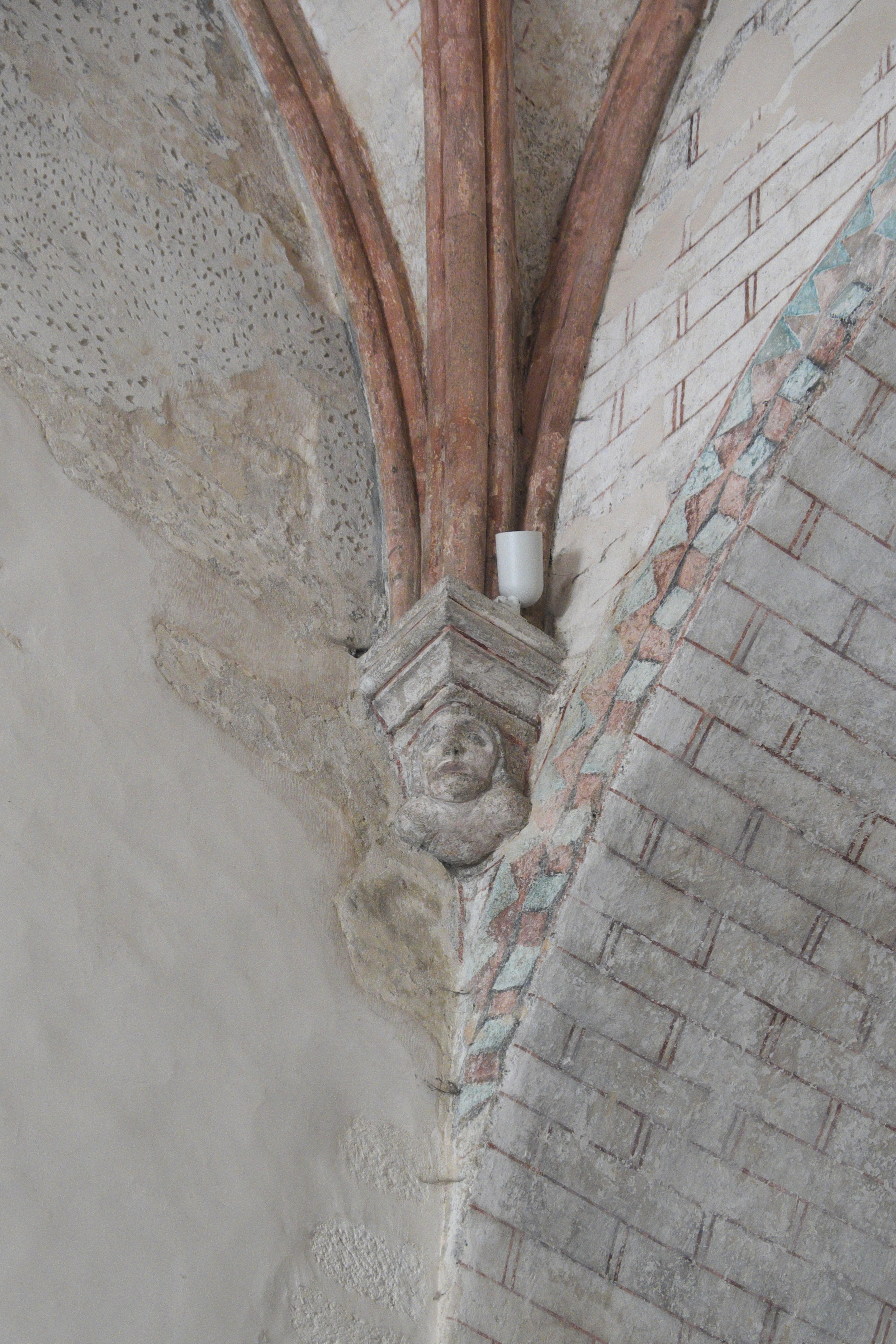
Konsole

## Bleiglasfenster
Im Chor sind Bleiglasfenster erhalten, die zwischen 1465 und 1500 entstanden sind. Sie stellen den umfangreichsten Zyklus von Bleiglasfenstern aus dieser Zeit im Limousin dar und gehören zu den schönsten Fenstern in Zentralfrankreich. Auf ihnen sind über 150 Personen dargestellt.
Ab 1870 wurden einzelne Fenster durch den Glasmaler Lucien-Léopold Lobin in Tours restauriert und neu zusammengesetzt. In den 1880er Jahren wurden die Fenster in der Glasmalereiwerkstatt von Emmanuel Champigneulle in Bar-le-Duc restauriert und teilweise ergänzt. Weitere Restaurierungen erfolgten zu Beginn des 20. Jahrhunderts durch Francis Chigot und seinen Sohn Pierre und in den 1980er Jahren durch das Atelier du Vitrail in Limoges.
- Zentrales Chorfenster (Fenster 0)

Das zentrale Chorfenster besteht aus zwei Lanzetten und ist in drei Ebenen unterteilt, auf denen in Nischen unter Baldachinen stehend sechs Heiligenfiguren dargestellt sind. Unten sieht man die Apostel Johannes mit einem Kelch in der Hand und Andreas mit dem Andreaskreuz, in der Mitte den Apostel Petrus mit einem großen Schlüssel und den heiligen Stephanus, der in der linken Hand die Märtyrerpalme hält und in der rechten Hand ein Buch, auf die Steine seines Martyriums liegen. In der oberen Ebene sind der heilige Josef mit einem Stab, aus dem Lilien wachsen, und eine Madonna mit Kind zu sehen. Im Maßwerk ist das Jüngste Gericht dargestellt, in der Mitte oben Christus als Weltenrichter, umgeben von Maria und Johannes, darunter steigen ein Papst und ein König aus ihren Gräbern. Auf der kleinen Scheibe unter der Szene der Auferstehung der Toten sieht man einen Posaunenengel.
- Fenster 1

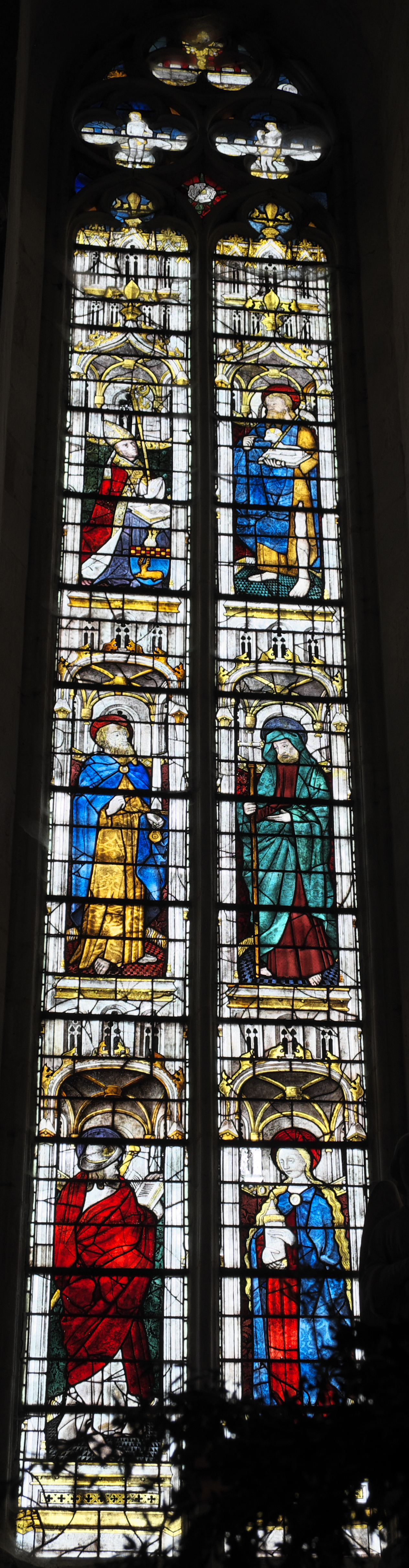
Fenster 1

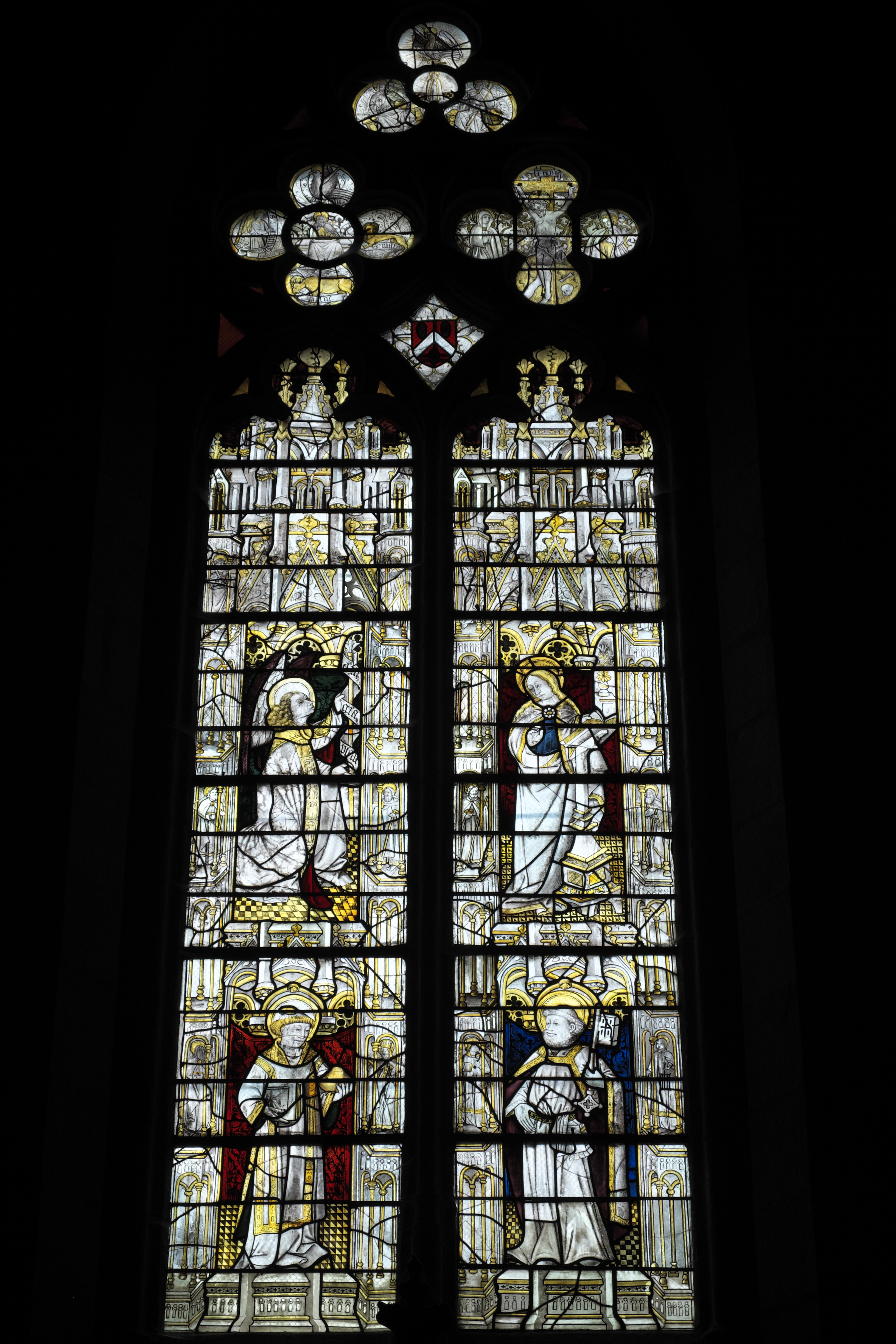
Fenster 14

Auf den beiden Lanzetten des linken Chorfensters sind ebenfalls sechs Personen in Nischen unter Baldachinen dargestellt. Unten stehen der Apostel Jakobus der Ältere, auf dessen Hut eine Muschel angebracht ist, und Maria Magdalena mit ihrem Salbgefäß. In der mittleren Ebene sind die Apostel Paulus mit seinem Schwert und Philippus mit dem Kreuz zu sehen. Oben sind der Bischof von Limoges Jean de Barthon I. mit seinem Wappen und Johannes der Täufer dargestellt, der mit einem Fell bekleidet ist und ein Buch in der Hand hält, auf dem das Lamm Gottes liegt. Auf der oberen Scheibe im Maßwerk erkennt man die zinnenbewehrten Mauern des Paradieses und dahinter die Schlange, die sich um den Baumstamm windet, darunter sind Adam und Eva zu sehen, die ihre Blöße bedecken.
- Fenster 2

Auf den beiden Lanzetten des rechten Chorfensters sind sechs Apostel dargestellt, die alle ein Buch und das Werkzeug, durch das sie ihr Martyrium erlitten, in Händen halten. Jakobus der Jüngere hält eine Walkerstange, Simon eine Säge, Thomas eine Lanze, Bartholomäus ein Messer, Matthias eine Axt. Die Figur des Judas Thaddäus ist unvollständig. Im Maßwerk sind musizierende Enge sowie Sonne und Mond dargestellt.

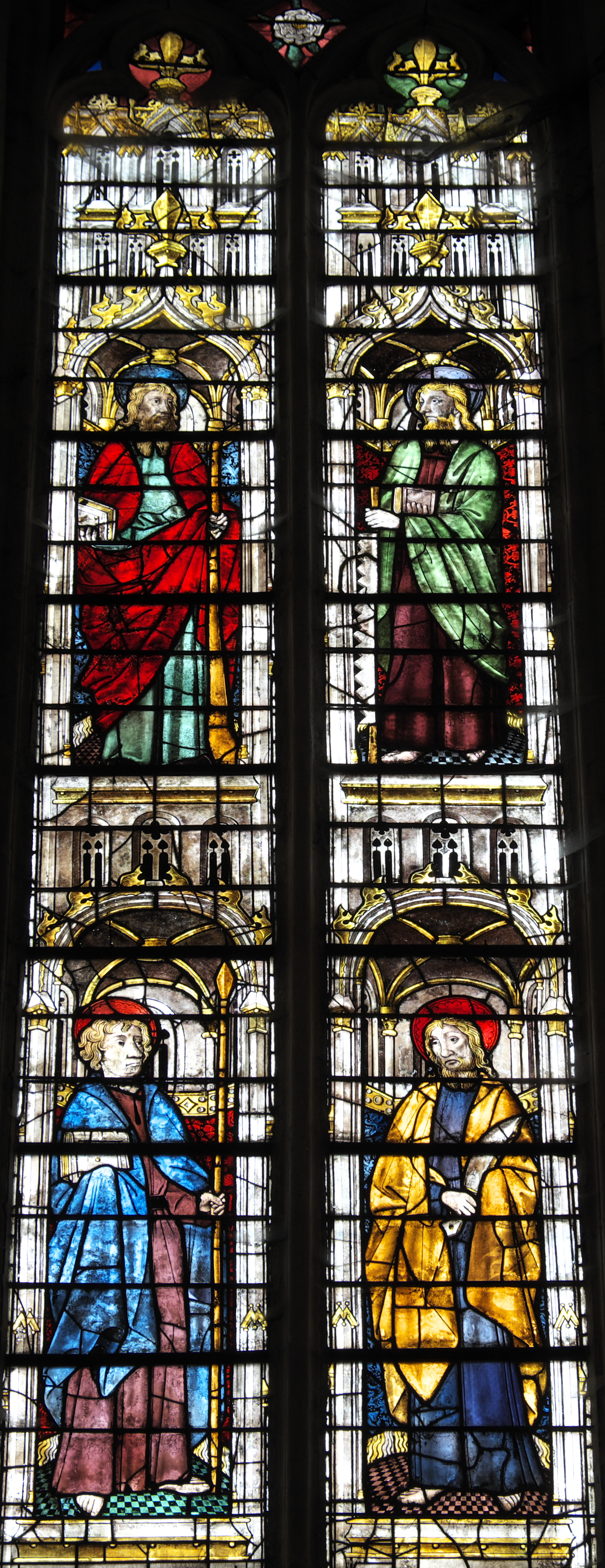
Apostel Thomas und Bartholomäus, Jakobus der Jüngere und Simon
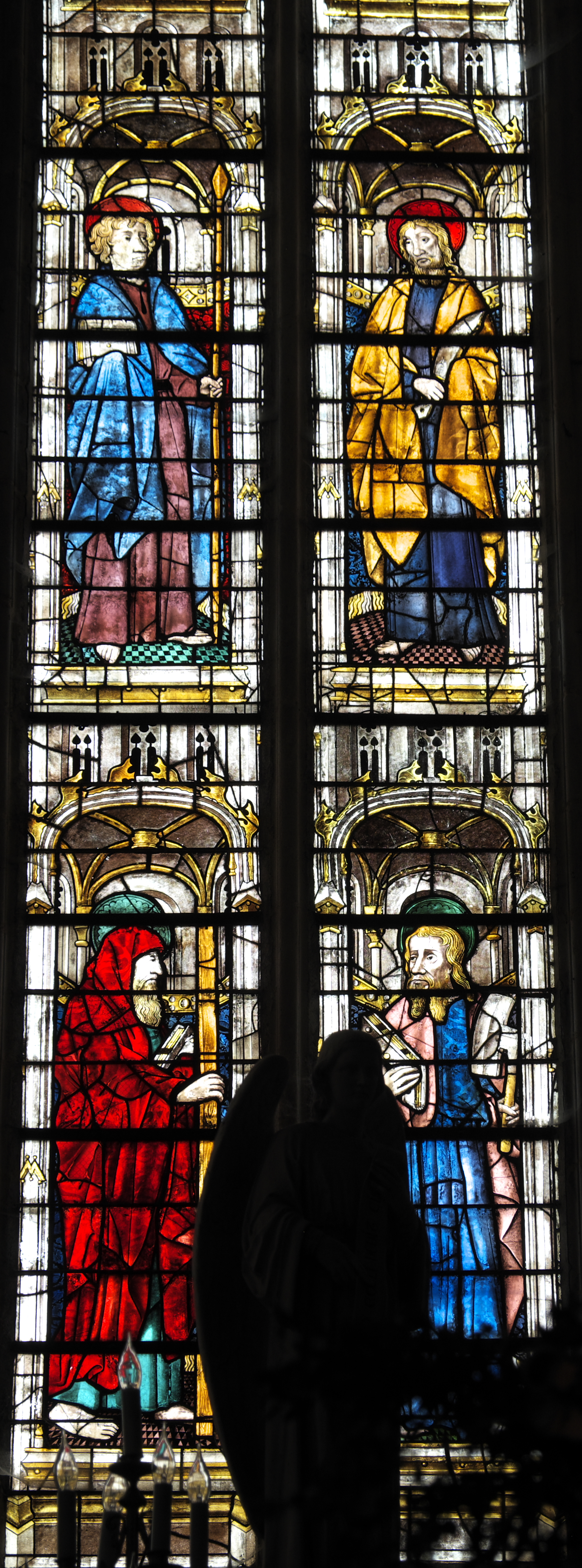
Apostel Matthias und Judas Thaddäus, Thomas und Bartholomäus

- Fenster 3

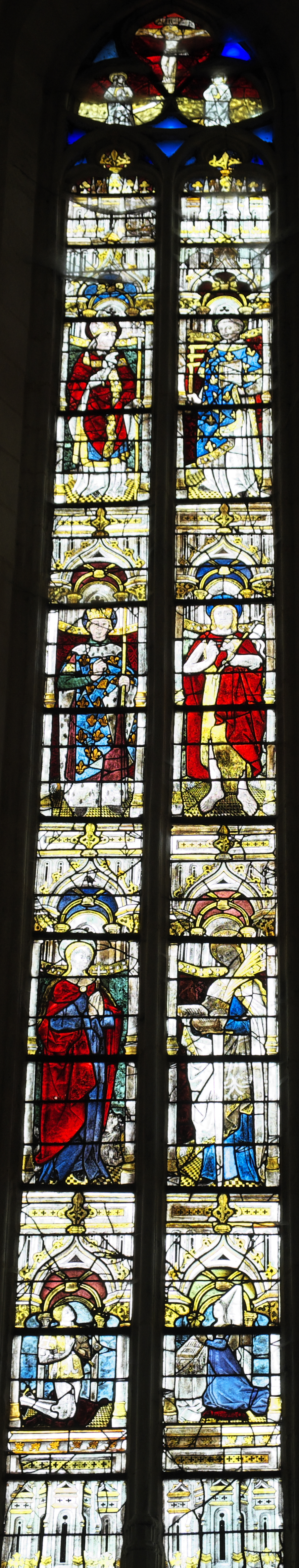
Fenster 3

Das linke seitliche Chorfenster ist in vier Ebenen gegliedert. Auf der unteren Ebene ist das Stifterpaar, ein Ritter und eine Dame, die an einem Betstuhl kniet und eine spitze Haube trägt, dargestellt. Auf der Ebene darüber sind die heilige Margaretha mit dem Drachen zu ihren Füßen und die heilige Katharina mit dem Schwert, der Märtyrerpalme und einem Buch in der Hand dargestellt. Weiter oben folgen links der französische König Ludwig der Heilige mit der Krone auf dem Haupt und dem Zepter in der Hand, sein blauer Umhang ist mit Fleurs-de-Lys bestickt, und rechts Johannes der Täufer, der mit einem Fell bekleidet ist und auf das Lamm Gottes weist. Auf der oberen Ebene sind ein Bischof und der heilige Leonhard zu sehen. Die Scheiben im Maßwerk zeigen Christus am Kreuz und unter dem Kreuz Maria und Johannes.
- Fenster 4

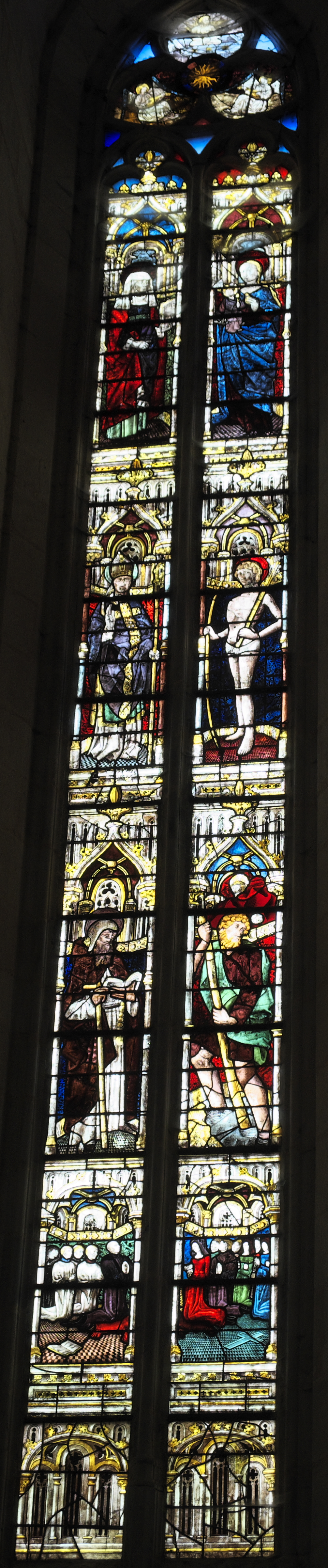
Fenster 4

Das rechte seitliche Chorfenster ist ebenfalls in vier Ebenen gegliedert. Unten sieht man die Stifter, insgesamt zwölf Personen, darüber den heiligen Antonius und den heiligen Christophorus. Auf den folgenden Scheiben sind ein Bischof und der heilige Sebastian mit Pfeilen in der Hand zu erkennen. Auf der oberen Ebene sind die heilige Anna und eine Madonna mit Kind dargestellt. Im Maßwerk sind musizierende Engel und Christus in der Rast zu sehen.
- Fenster 5

Das Fenster ist vorwiegend in Grisaille und Silberlot ausgeführt. Auf den beiden Lanzetten des Fensters sind unten der heilige Josef, zu dessen Füßen ein Ritter kniet, und der heilige Antonius, zu dessen Füßen das Antoniusfeuer lodert, dargestellt. Die oberen Scheiben zeigen eine Madonna mit Kind, die eine Blume in der Hand hält, daneben ein Fragment mit den Füßen des Erzengels Michael, der gegen Luzifer kämpft. Im Maßwerk umrahmen drei Engel mit Spruchbändern die Verkündigungsszene.

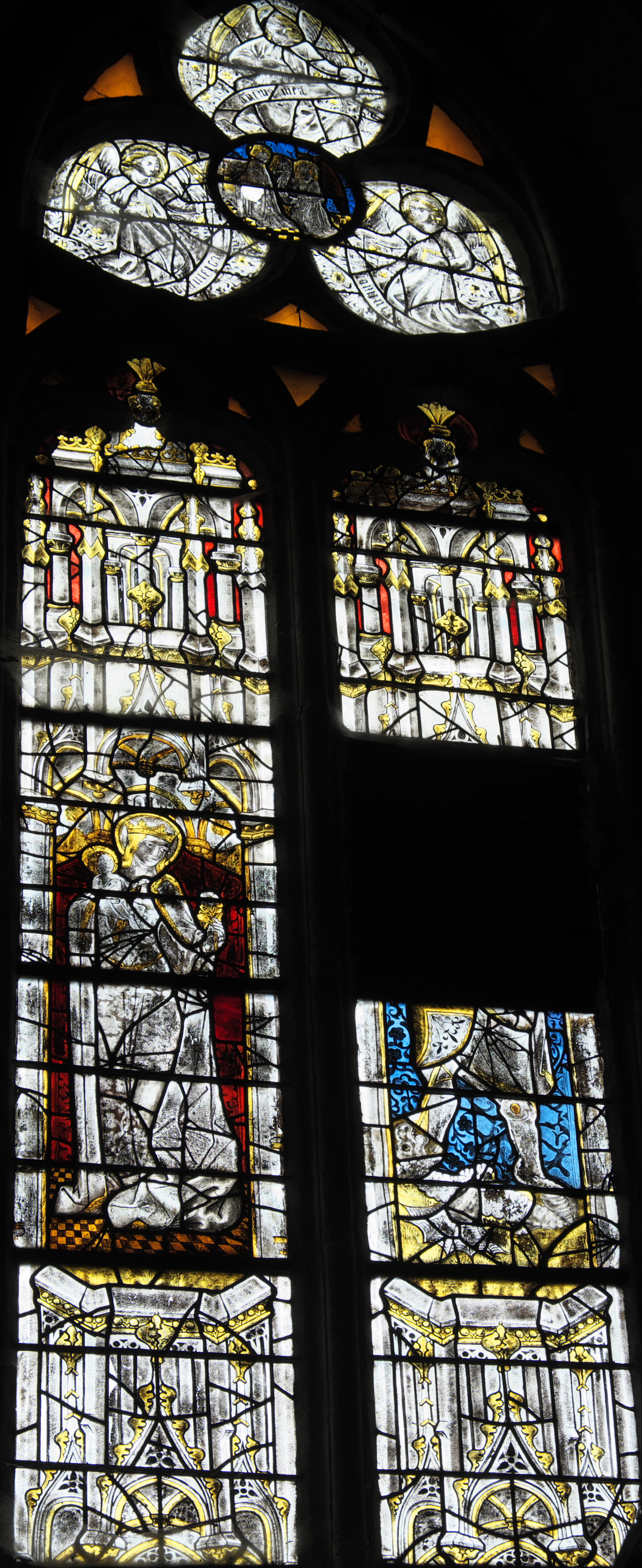
Madonna mit Kind
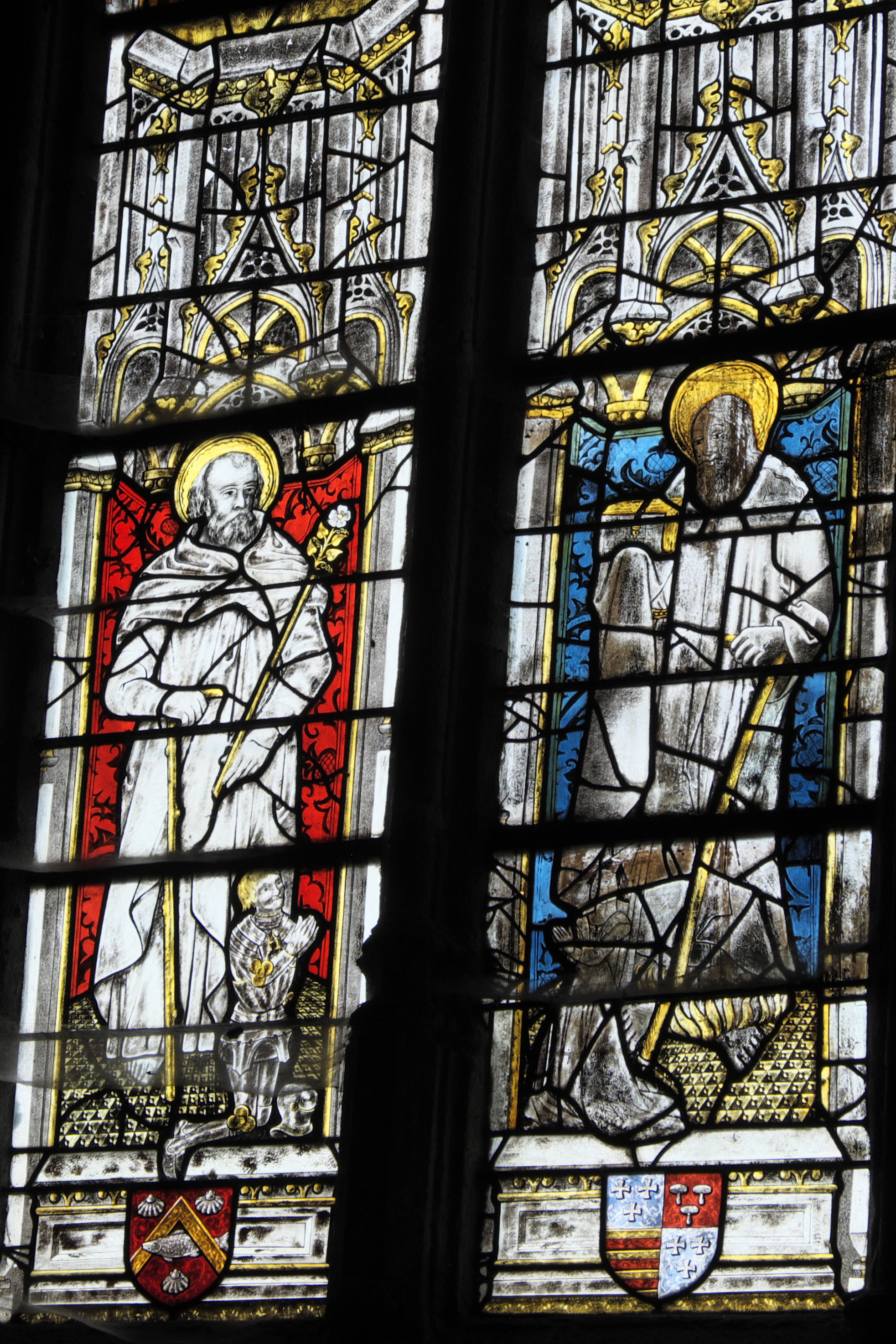
Heiliger Josef, heiliger Antonius

- Fenster 6

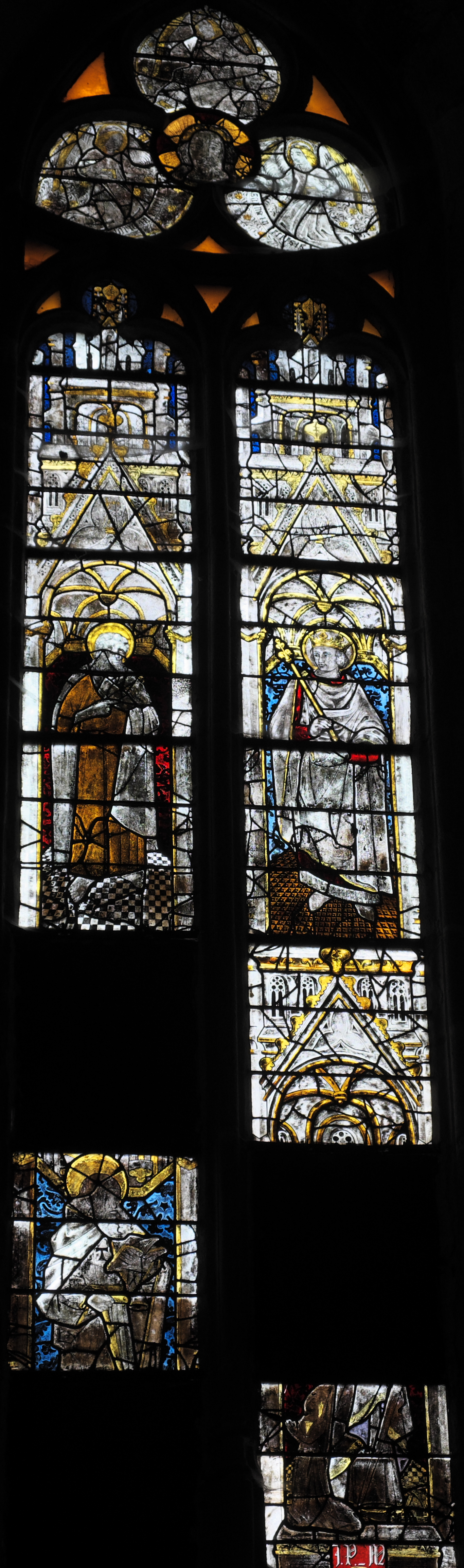
Fenster 7

Auf den unteren Scheiben sind der französische König Ludwig der Heilige mit der Königskrone zu seinen Füßen und Jacques d’Armagnac zu sehen. Beide halten Spruchbänder in ihren Hände, hinter ihnen reihen sich jeweils fünf weitere Personen. Die oberen Scheiben zeigen eine Madonna mit Kind, die eine Blume in der Hand hält, und den heilige Psalmet, den legendären Gründer von Eymoutiers, der auf einer Insel im Meer steht, in dem Fische schwimmen.

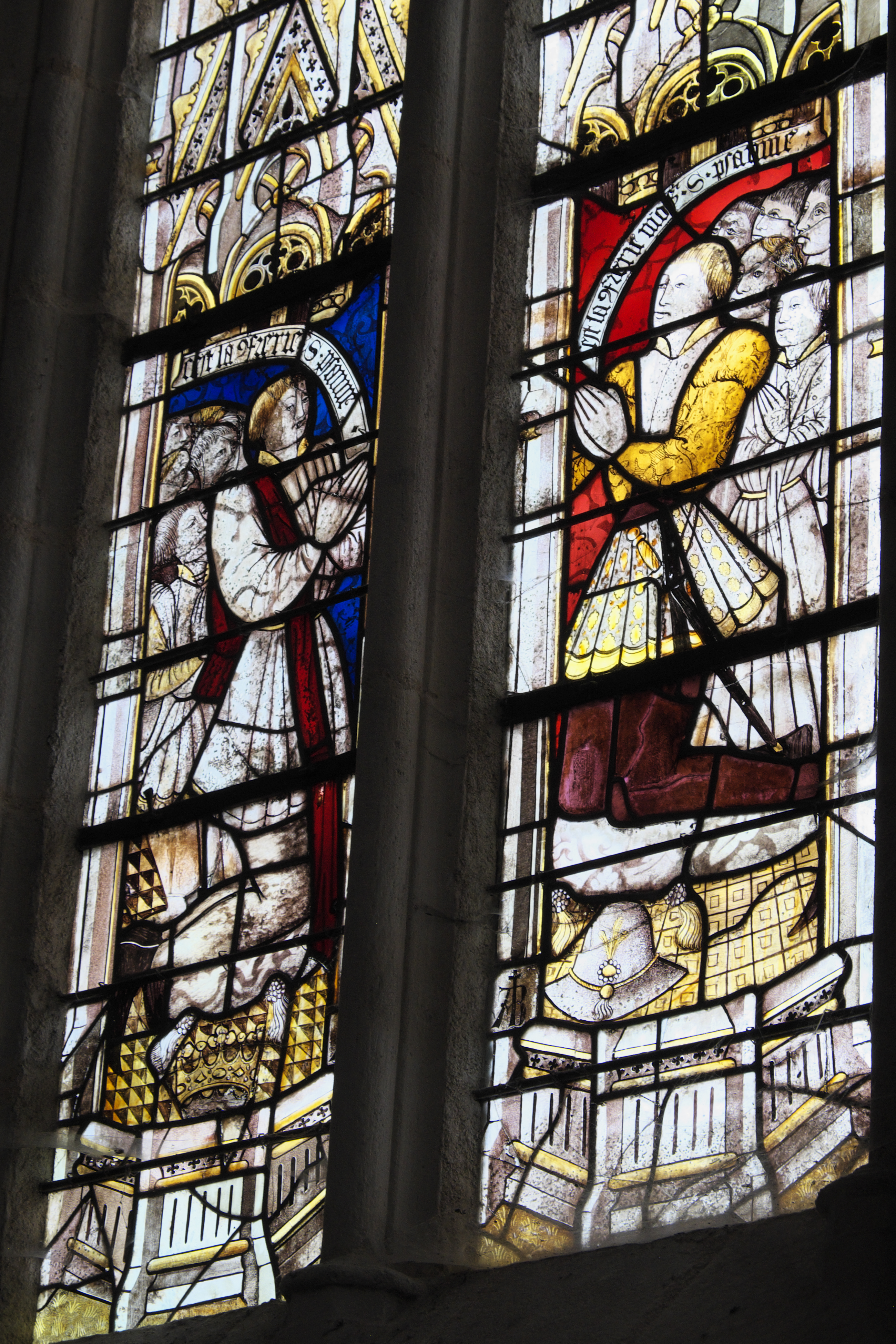
Ludwig der Heilige und Jacques d’Armagnac
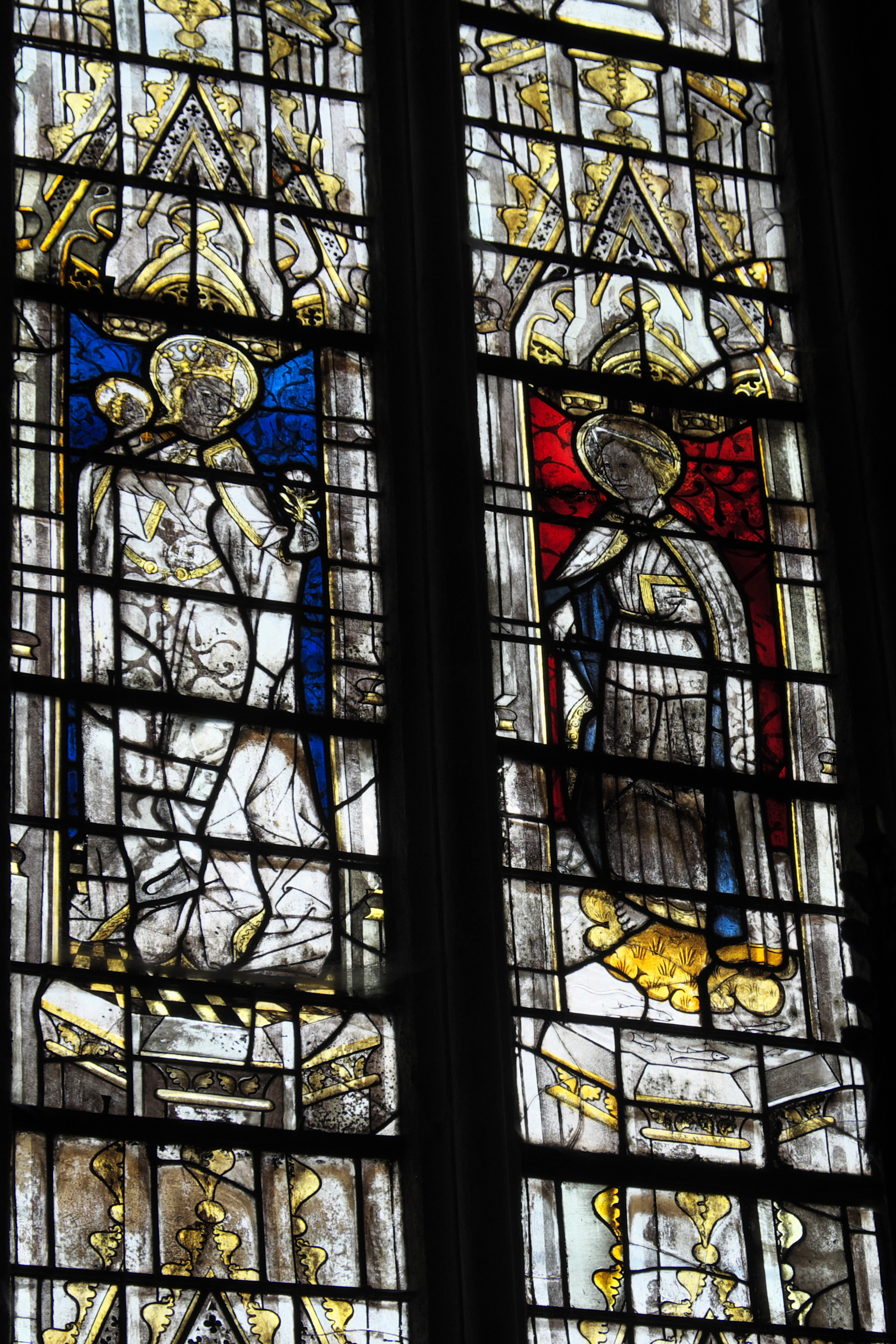
Madonna mit Kind, heiliger Psalmet

- Fenster 7

Auf den unteren Scheiben sieht man den heiligen Antonius mit einem Buch, einer Glocke und seinem Stab in der Hand, auf seiner Brust ist ein 'T' eingezeichnet. Oben sind Johannes der Täufer und Ludwig der Heilige dargestellt. Im Maßwerk umrahmen drei Engel das Antlitz Jesu.
- Fenster 8

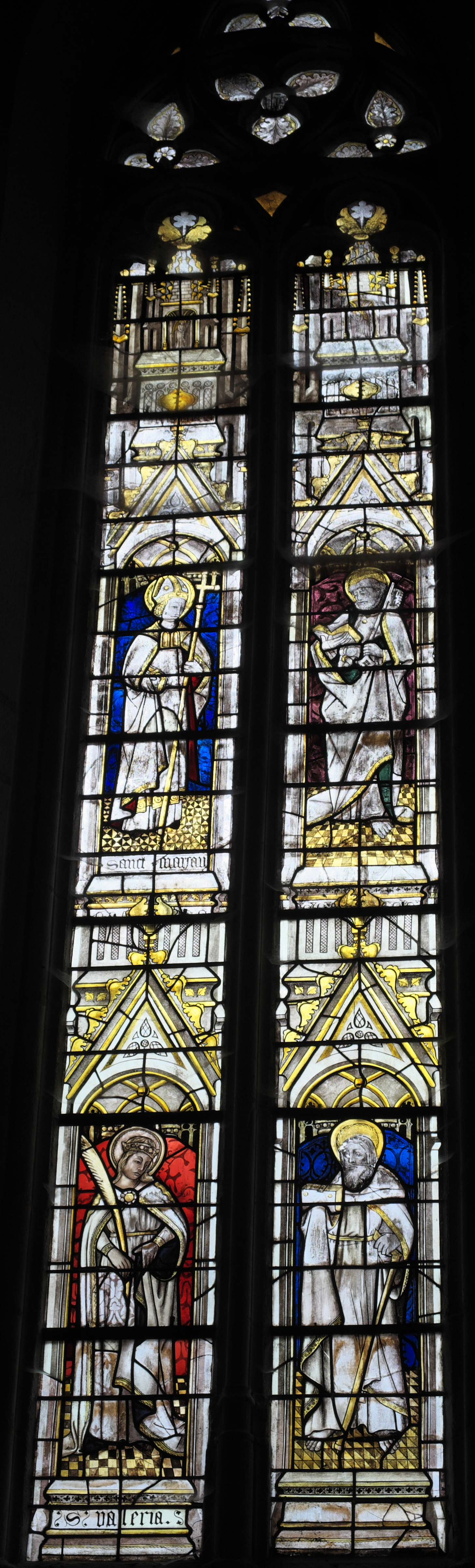
Fenster 8

Auf dem zweibahnigen Fenster sind vier Heiligenfiguren dargestellt, unten die heilige Valeria mit der Märtyrerpalme und ein Eremit, vielleicht der heilige Antonius, oben der heilige Martial von Limoges, der erste Bischof von Limoges, und der Apostel Petrus mit seinem Schlüssel.
- Fenster 9

Das Fenster ist vor allem in Grisailletechnik mit Silberlot ausgeführt. Die unteren Scheiben zeigen das Bildmotiv der  Anna selbdritt, daneben Maria Magdalena mit ihrem Salbgefäß. Oben sieht man einen Bischof und den Erzengel Michael mit Luzifer zu seinen Füßen. Im Maßwerk sind Engel und das Lamm Gottes zu erkennen.

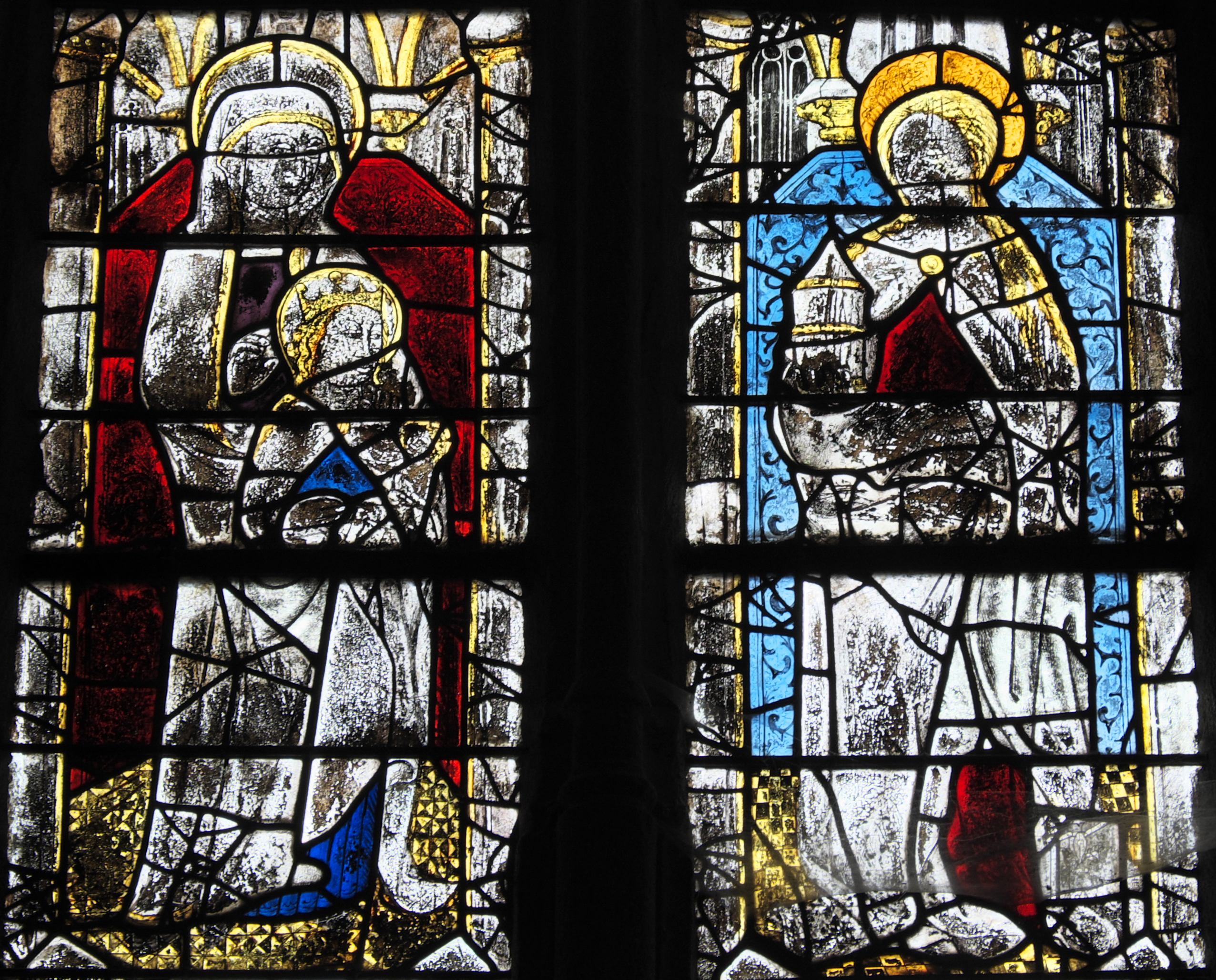
Anna selbdritt, Maria Magdalena
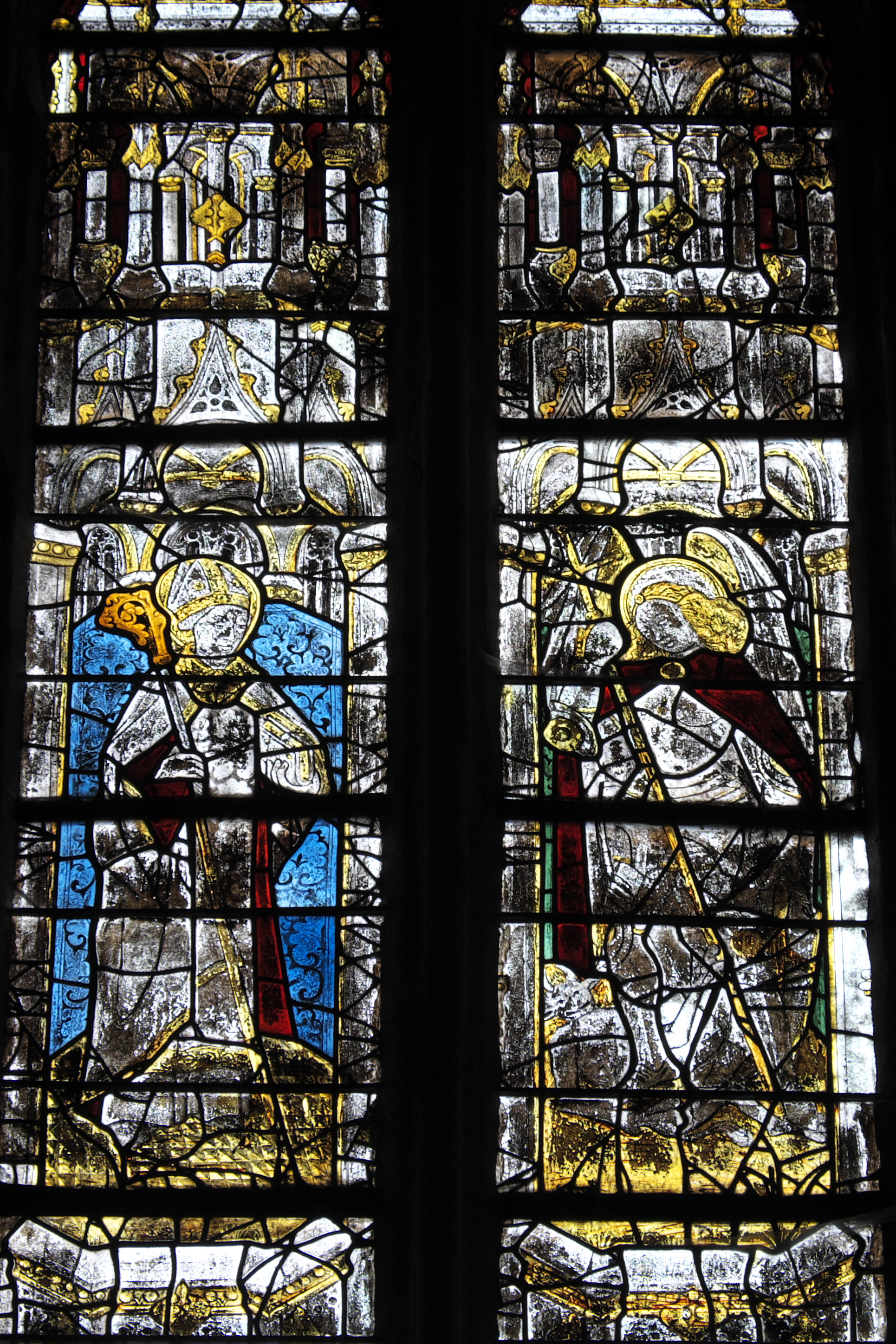
Bischof, Erzengel Michael

- Fenster 10

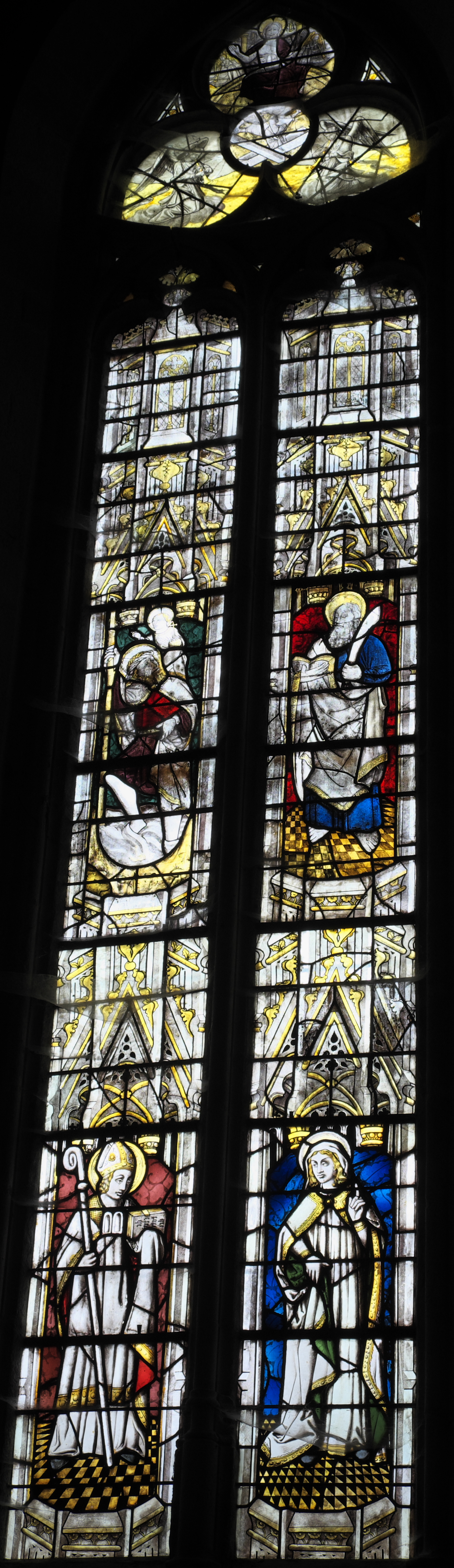
Fenster 10

Auf dem Fenster sind unten die Märtyrerin Valeria und der Bischof Martial von Limoges zu sehen, oben der heilige Christophorus neben dem Apostel Bartholomäus, der ein Messer als sein Marterwerkzeug in der Hand hält. Die Scheiben im Maßwerk enthalten Szenen des Jüngsten Gerichts. Christus thront als Weltenrichter auf dem Regenbogen, Posaunenengel blasen zur Auferstehung der Toten, ein Papst steigt aus seinem Grab.
- Fenster 11

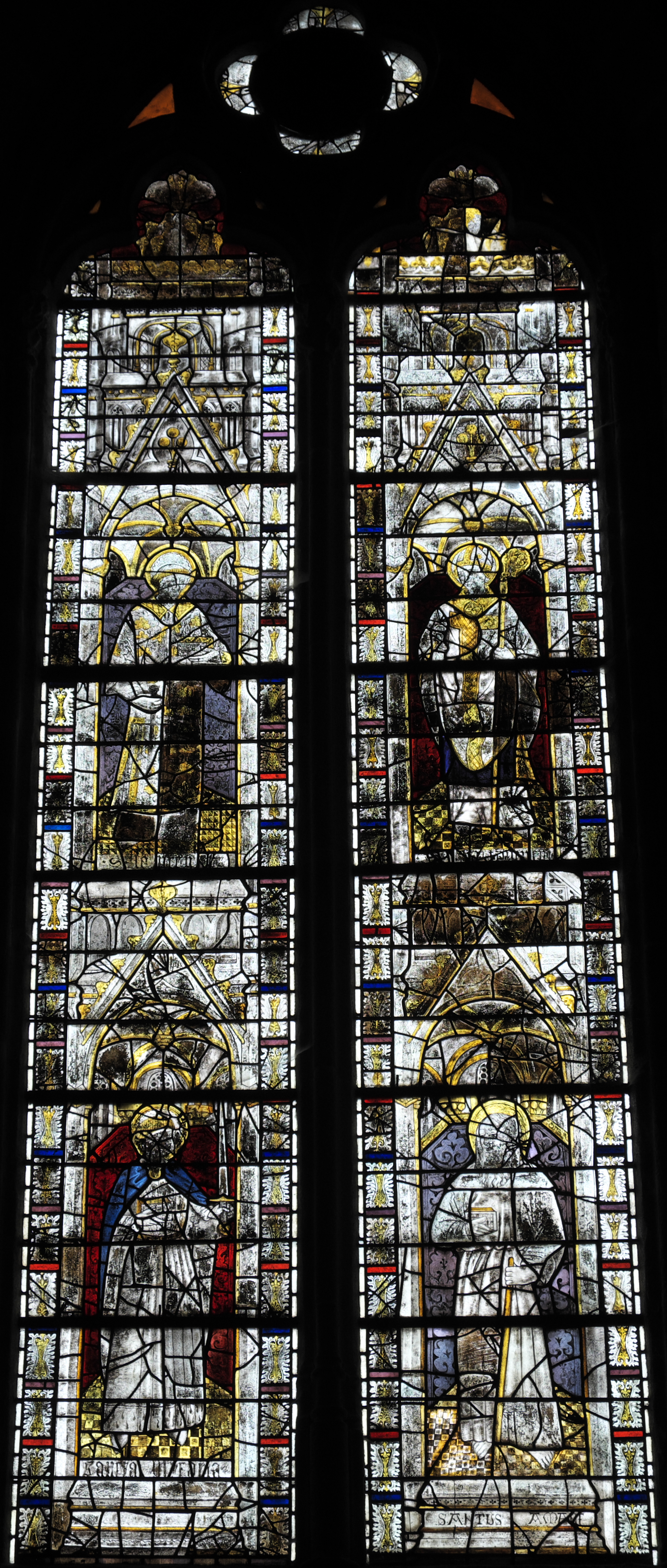
Fenster 11

Die Heiligendarstellungen sind mit Inschriften bezeichnet. Die mit einem hermelinbesetzten Mantel bekleidete Figur mit erhobenem Schwert auf der unteren Ebene wurde später als heilige Valeria umbenannt. Neben ihr ist der Eremit Amand zu sehen, oben der heilige Laurentius mit seinem Attribut, dem Grill, und der Bischof Eutropius von Saintes.
- Fenster 12

Die beiden Heiligen auf der linken unteren Scheibe stellen Maria Magdalena mit ihrem Salbgefäß und vermutlich die heilige Katharina von Alexandrien dar. Auf der rechten unteren Scheibe ist der heilige Sebastian zu sehen, der durch zwei Bogenschützen sein Martyrium erleidet. Links oben sind Johannes der Täufer und der Apostel Johannes dargestellt, rechts oben der Apostel Jakobus der Ältere mit der Jakobsmuschel am Hut und dem Pilgerstab in der Hand und der heilige Stephanus mit einem Buch, auf dem die Steine für sein Martyrium liegen. Im Maßwerk ist die Verkündigungsszene dargestellt, darüber der Heilige Geist in Gestalt einer Taube.
- Fenster 13

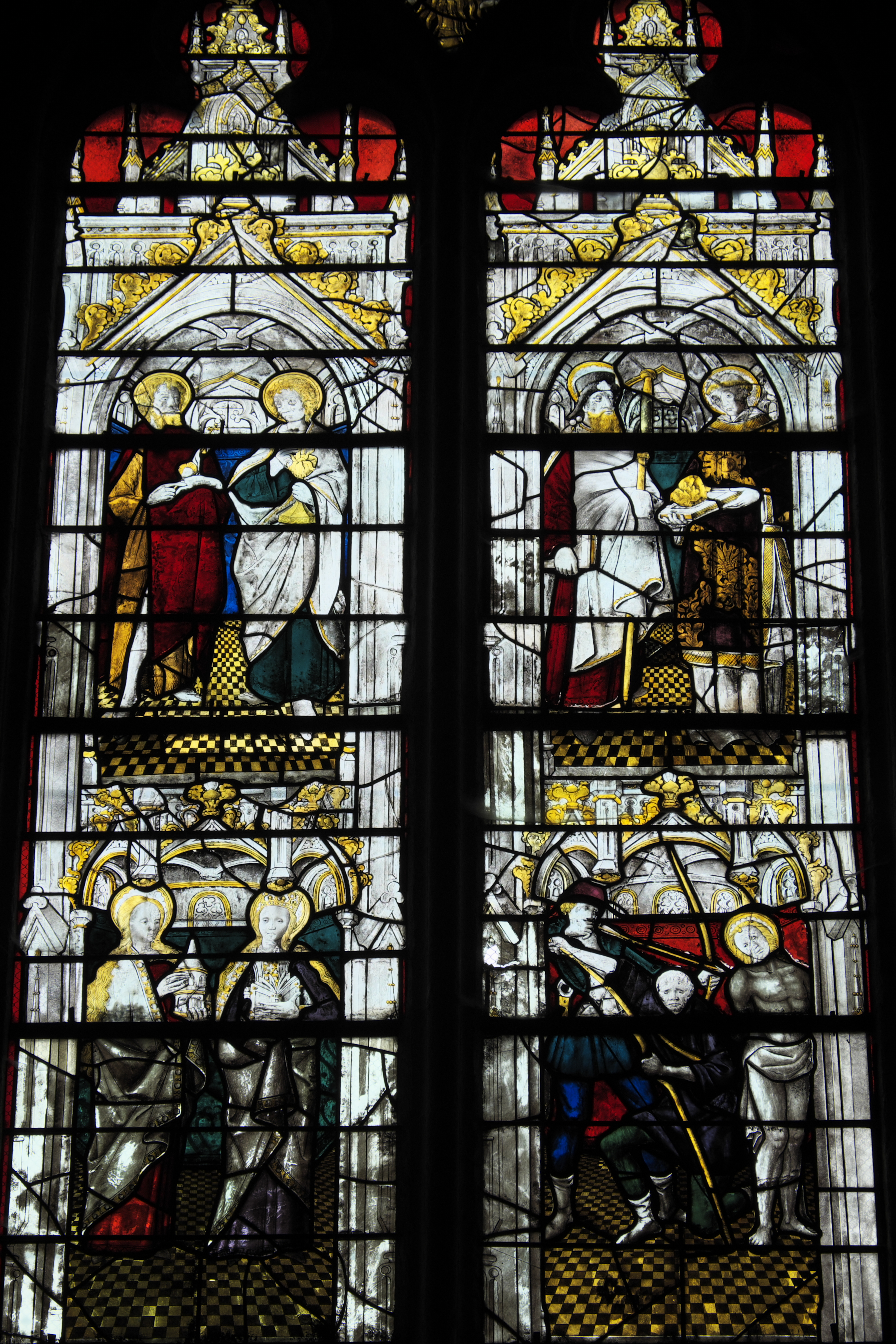
Fenster 12

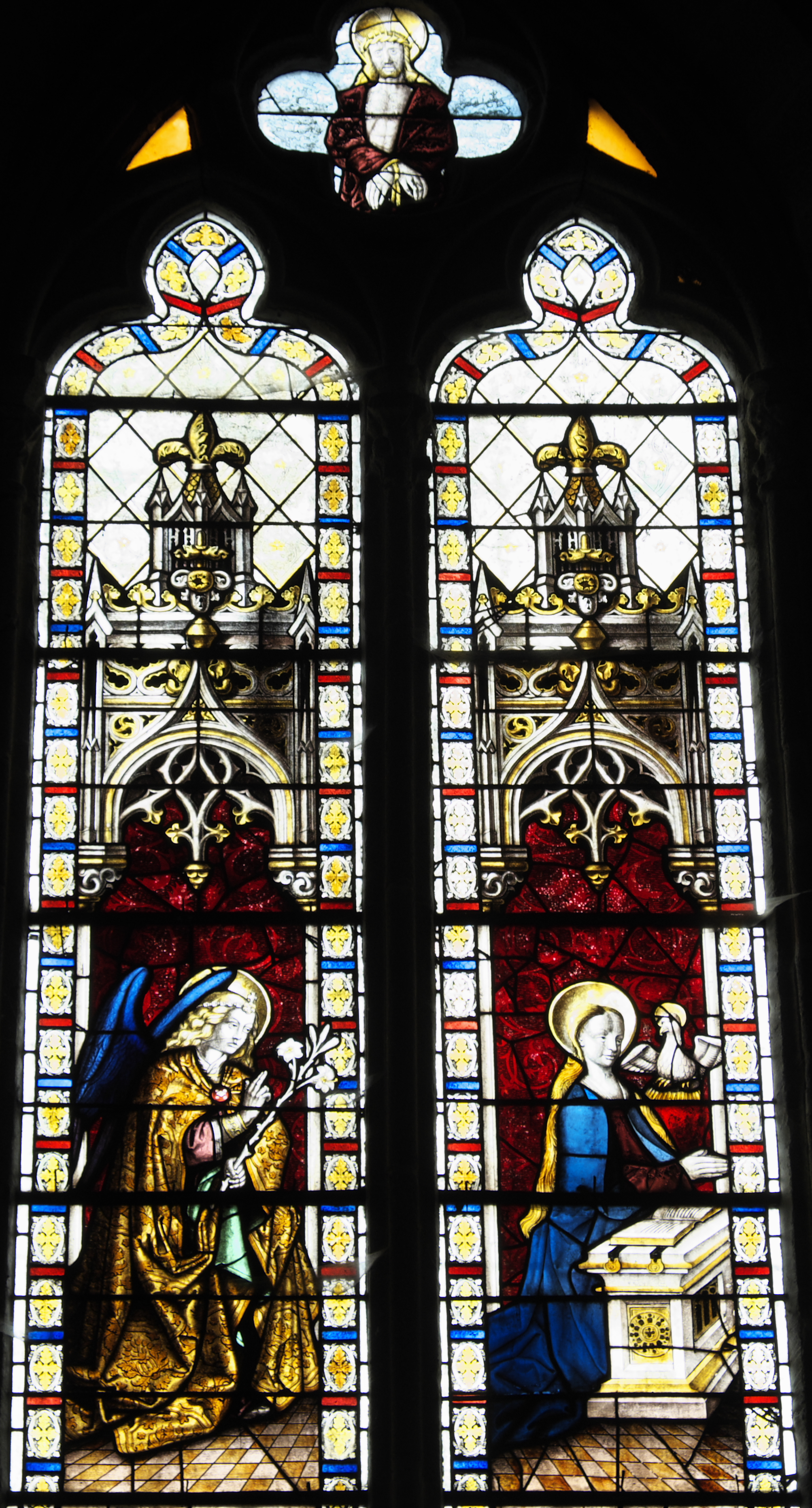
Fenster 13

Die Scheiben mit der Darstellung der Verkündigung wurden 1872 von Lucien-Léopold Lobin unter Verwendung einzelner Fragmente aus dem späten 15. Jahrhundert ausgeführt. Für das Gesicht Mariens und die Taube des Heiligen Geiste wurden alte Scheiben verwendet.
- Fenster 14

Auf den beiden Lanzetten des Fensters sind unten der heilige Stephanus und der Apostel Petrus dargestellt, darüber die Verkündigungsszene. Das Maßwerk besteht aus zwei Vierpass- und einem Dreipassfenster. Das Dreipassfenster stellt die Krönung Mariens durch die Dreifaltigkeit dar. Im linken Vierpassfenster erkennt man in der Mitte Gottvater, der von den Evangelistensymbolen umgeben ist. Das rechte Vierpassfenster zeigt die Kreuzigungsszene mit Maria und Johannes.
- Fenster 101

Auf dem Rundfenster im nördlichen Querhaus ist Christus am Kreuz mit Maria und Johannes dargestellt. Das Fenster enthält Fragmente wie die Figuren Mariens und Jesu sowie die Kleidung des Johannes, die zwischen 1490 und 1500 datiert werden.

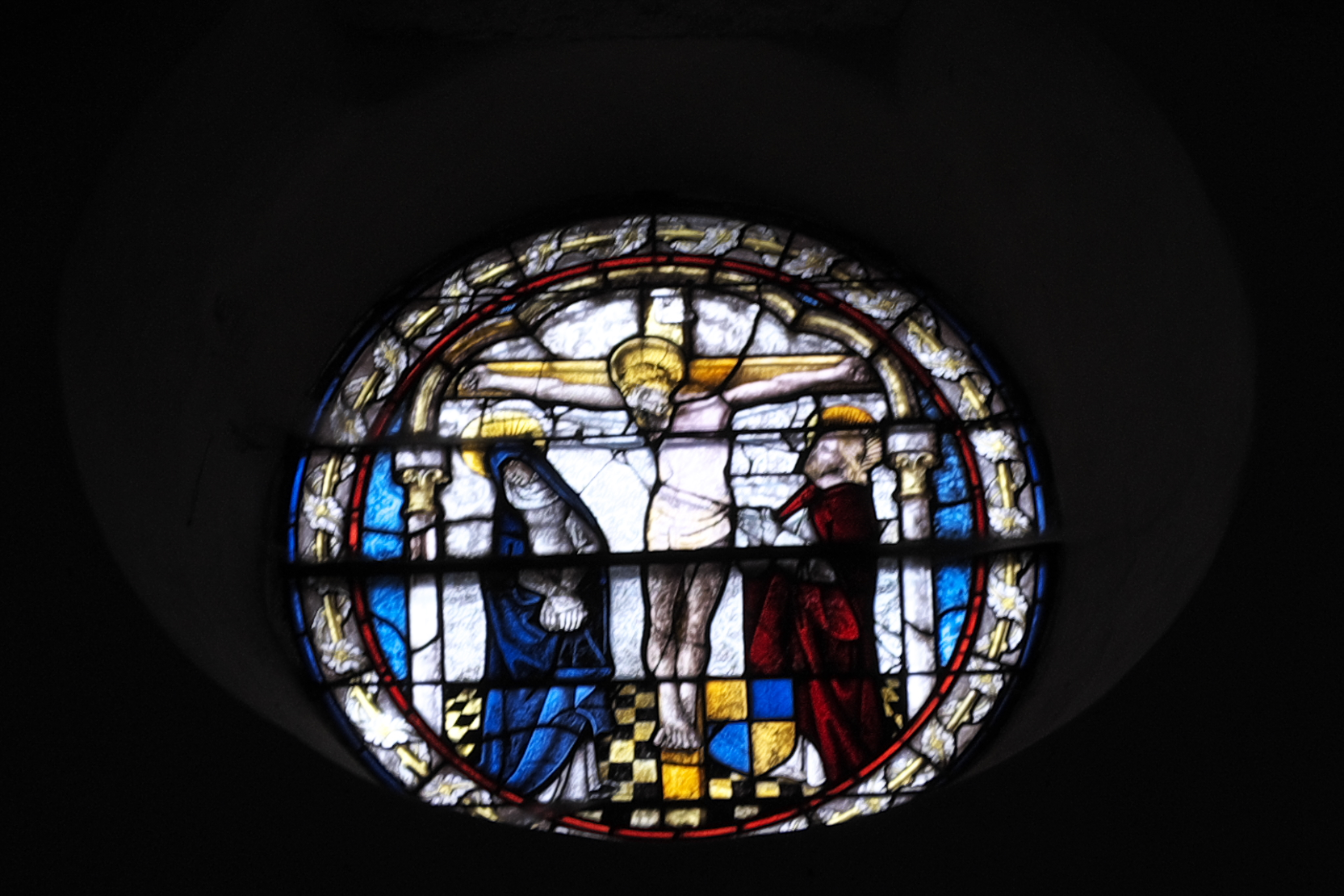
Fenster 101

## Ausstattung
- Das Chorgestühl und das Adlerpult[20] sind Arbeiten aus dem 18. Jahrhundert.
- Das große holzgeschnitzte Kruzifix im nördlichen Querhaus wird ins 17. Jahrhundert datiert.[21]
- Die nur noch teilweise erhaltene Heiligenfigur im südlichen Querhaus stammt vermutlich aus dem 16. Jahrhundert. Sie gehörte ursprünglich wohl zu einer Kreuzigungs- oder Grablegungsgruppe.[22]

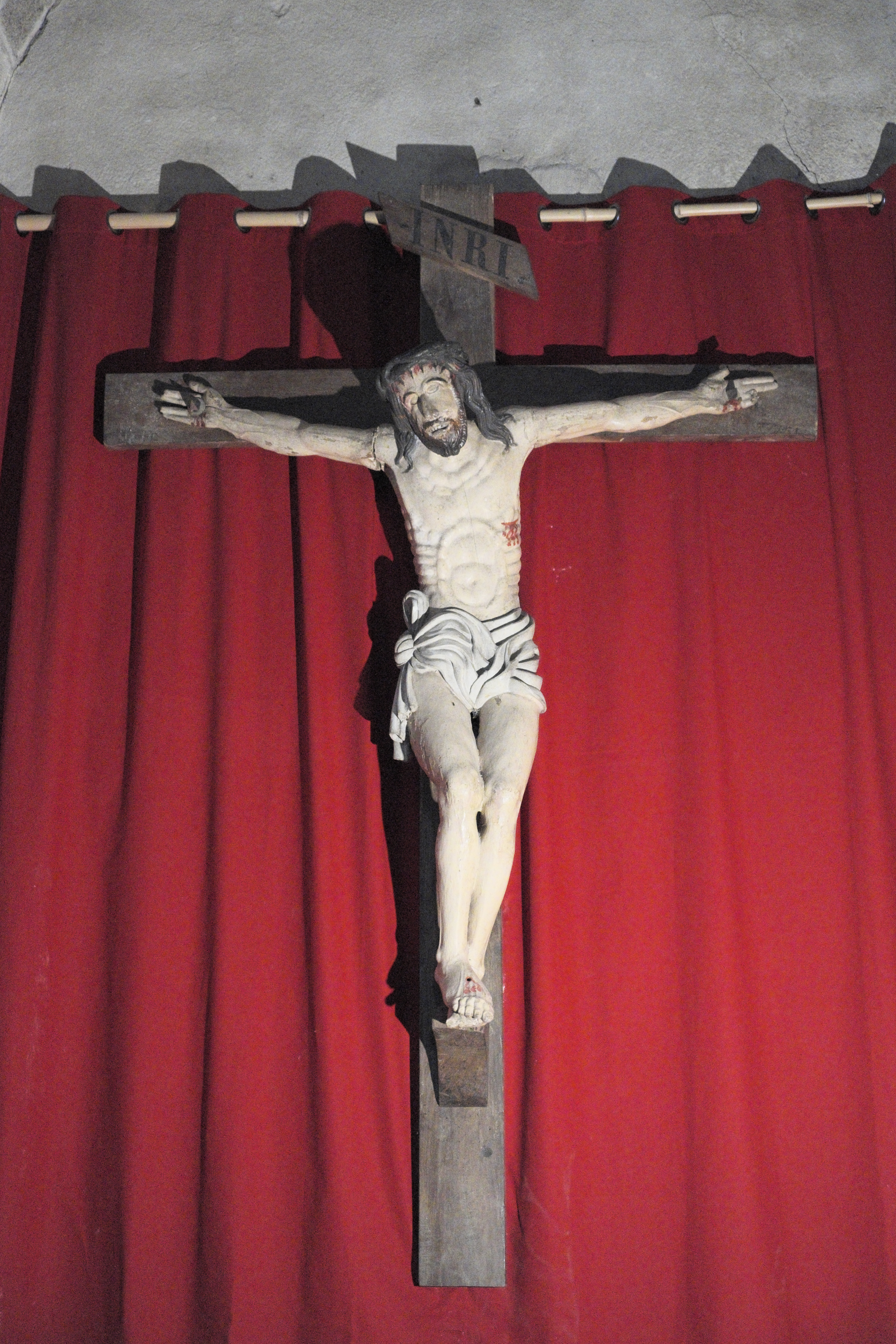
Kruzifix
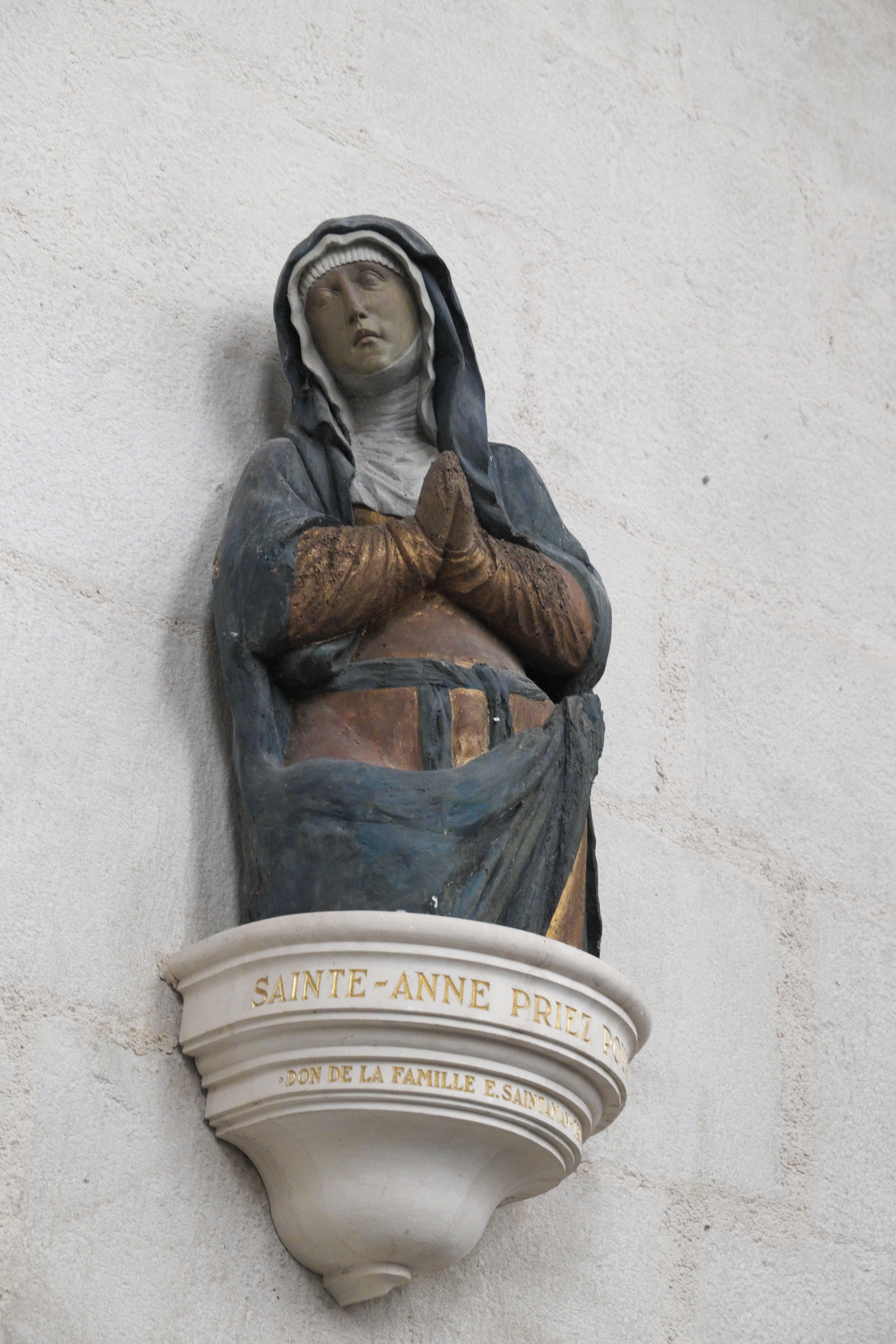
Heiligenfigur